# Медаль і премія Денніса Габора
Меда́ль і пре́мія Де́нніса Га́бора (англ. Dennis Gabor Medal and Prize) до 2008 року мала назву Медаль і премія Дадделла (англ. Duddell Medal and Prize) — це наукова нагорода, яку присуджує раз на два роки Інститут фізики за видатний внесок у застосування фізики в промисловому, комерційному чи бізнес-контексті. Медаль виготовляється зі срібла і доповнюється премією розміром 1000 фунтів стерлінгів та грамотою.
Оригінальна нагорода Дадделла була заснована Радою Товариства фізиків у 1923 році на вшанування пам'яті про Вільяма Дадделла винахідника електромагнітного осцилографа. Між 1961 і 1975 роками нагорода присуджувалася у непарні роки, а потім, щорічно.
У 2008 році нагороду було перейменовано на честь Денніса Габора, угорсько-британського фізика, що розробив технологію голографії, за яку він отримав у 1971 році Нобелівську премію з фізики. Нагороду стали присуджувати у парні роки, а з 2017 року вона стала щорічною.

## Лауреати медалі і премії Габора
Нижче подано список нагороджених медаллю і премією Габора:
- 2024 Майкл Юрген Кош (англ. Michael Jurgen Kosch)[4]
- 2023 Ремсі Фарагер[en][5]
- 2021 Атанасія Целепі (англ. Athanasia Tzelepi)
- 2020 David Birch (англ. David Birch)[6]
- 2019 Кай Бонгс (англ. Kai Bongs)[7]
- 2018 Нільс Гемплер (англ. Nils Hempler)[8]
- 2017 Пол Еванс (англ. Paul Evans)[9][10]
- 2016 Мартін Доусон (англ. Martin Dawson)[11]
- 2014 Браян Кіт Таннер[en][12]
- 2012 Алвін Відс (англ. Alwyn Seeds)[13][14]
- 2010 Пратібха Гай[en][15][16]
- 2008 Дорін Стоунхем (англ. Doreen Stoneham)[17]

## Лауреати медалі і премії Дадделла
Нижче подано список нагороджених медаллю та премією Дадделла.
- 2007 Річард Нелмес[en][18]
- 2006 Пітер Веллс[en] [19]
- 2005 Джеффрі Голл[en], Пітер Шарп (англ. Peter Sharp) і Алессандро Марчіоро (англ. Alessandro Marchioro)
- 2004 Джеймс Хаф[en][20]
- 2003 Стівен Меєрс[en] [21]
- 2002 Федеріко Капассо[en]
- 2001 Джеймс Гімзевскі[en]
- 2000 Ондрей Кріванек[en]
- 1999 Рекс Воттон (англ. Rex Watton)
- 1998 Меріон Френсіс Льюїс (англ. Meirion Francis Lewis)
- 1997 Тім Бернерс-Лі[22]
- 1996 англ. Martin Pengton Seah
- 1995 Альфред Родні Адамс[en][23]
- 1994 Крістофер Джон Стокс Дамерелл (англ. Christopher John Stokes Damerell)
- 1993 Майкл Ентоні Флеммінг[en]
- 1992 Пітер Фарадей Сміт (англ. Peter Faraday Smith)[24]
- 1991 Кеннет Ферт (англ. Kenneth Firth) і Девід Габбард (англ. David Jonathan Hubbard)
- 1990 Джон Едвін Філд[en]
- 1989 Майкл Дж. Даунс (англ. Michael J Downs)
- 1988 Пітер Менсфілд
- 1987 Колін Віндзор[en]
- 1986 Браян Кіббл[en]
- 1985 Колін Едвард Вебб[en]
- 1984 Пітер Лекомбер[en]
- 1983 Ієн Роберт Янг[en]
- 1982 Симон ван дер Мер
- 1981 Брюс Артур Джойс (англ. Bruce Arthur Joyce)
- 1980 Альберт Віктор Крю[en]
- 1979 Джон Ріддл Сандеркок (англ. John Riddle Sandercock)
- 1978 Едвард Джордж Сідней Пейдж[en]
- 1977 Рональд Фергюсон Пірсон (англ. Ronald Ferguson Pearson)
- 1976 Годфрі Гаунсфілд
- 1975 Ернст Руска
- 1973 Альберт Френкс[en]
- 1971 Вернон Елліс Косслетт[en] і англ. Kenneth Charles Arthur Smith
- 1969 Чарлз Отлі[en]
- 1967 Кіт Деві Фрум (англ. Keith Davy Froome) і Роберт Говард Бредселл (англ. Robert Howard Bradsell)
- 1965 Г'ю Аластер Геббі (англ. Hugh Alastair Gebbie)
- 1963 Бертрам Брокгауз
- 1961 Джон Бертрам Адамс[en]
- 1960 Реджинальд Віктор Джонс[en]
- 1959 Джордж Вільям Хатчінсон (англ. George William Hutchinson) і Гордон Джордж Скаррот (англ. Gordon George Scarrott)
- 1958 Леонард Чарльз Джексон (англ. Leonard Charles Jackson)
- 1957 Чарльз Еріл Вінн-Вільямс[en]
- 1956 Джон Гілберт Даунт (англ. John Gilbert Daunt)
- 1955 Рудольф Компфнер[en]
- 1954 Бернард Лавелл
- 1953 Вільям Саксміт (англ. William Sucksmith)
- 1952 Сесіл Воллер англ. Cecil Waller
- 1951 Альберт Бомонт Вуд[en]
- 1950 Дональд Вільям Фрай (англ. Donald William Fry)
- 1949 Едвін Герберт Ленд
- 1948 Манне Сігбан
- 1947 Роберт Джемісон Ван-де-Грааф
- 1946 Карл Вайсенберг[en]
- 1945 Джон Туртон Рендалл
- 1944 Френсіс Вільям Астон
- 1943 Джон Гілд (англ. John Guild)
- 1942 Сесіл Реджинальд Берч[en][25]
- 1941 Вільям Девід Кулідж
- 1940 Ернест Орландо Лоуренс
- 1938 Роберт Вільям Поль
- 1937 Ганс Вільгельм Гейгер
- 1936 Волтер Гайтон Кейді[en][26]
- 1935 Чарлз Вікері Драйсдейл[en][27]
- 1934 Вільям Еварт Вільямс (англ. W. Ewart Williams)
- 1933 Гарольд Денніс Тейлор[en][28]
- 1932 Вольфганг Геде[en]
- 1931 Чарльз Томсон Різ Вільсон
- 1930 Джон Амброз Флемінг[29]
- 1929 Альберт Абрагам Майкельсон
- 1928 Шарль-Едуар Гійом
- 1927 Френк Едвард Сміт[en]
- 1926 Френк Тваймен[en]
- 1925 Альберт Кемпбелл[it]
- 1924 Чарлз Вернон Бойз
- 1923 Г'ю Лонгборн Каллендар[en]